# Ishmael Reed

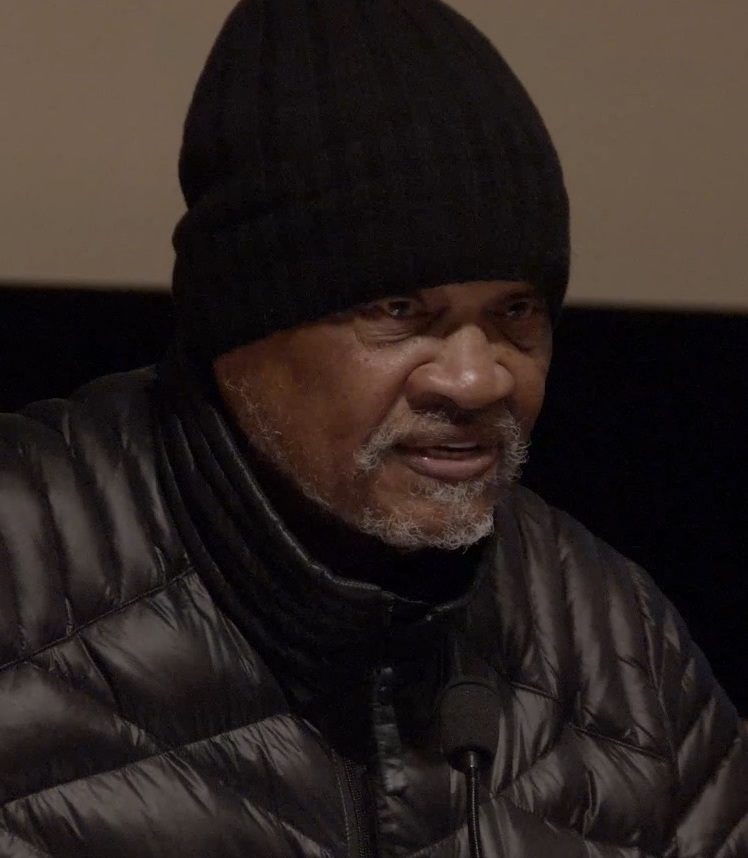
Ishmael Reed (2019)

Ishmael Scott Reed (* 22. Februar 1938 in Chattanooga, Tennessee) ist ein US-amerikanischer Schriftsteller.

## Leben
Reed zog als Kind mit seiner Familie nach Buffalo, New York und besuchte dort von 1956 bis 1960 die University of New York in Buffalo.
Neben seiner schriftstellerischen Tätigkeit war Reed Dozent an der University of California, Berkeley und als Herausgeber tätig. Seit 1998 ist er Herausgeber des Konch Magazine. Reed lebt heute in Oakland, Kalifornien, wo er sich in der afroamerikanischen Protestbewegung engagierte.
Mit seinen satirischen Romanen zählt er zu den wichtigsten Autoren der literarischen Postmoderne in den USA.
1998 war er MacArthur Fellow. 2022 wurde er in die American Academy of Arts and Sciences gewählt. Im selben Jahr wurde er mit dem Anisfield-Wolf Book Award fürs Lebenswerk geehrt.

## Werke (Auswahl)
- The Free-Lance Pallbearers (1967)
- Yellow Back Radio Broke-Down (1969)
- Mumbo Jumbo (1972)
- The Last Days of Louisiana Red (1974)
- Flight to Canada (1976)
- The Terrible Twos (1982)
  - deutsch: Die Weihnachtsmann-Connection, übersetzt von Peter Torberg, Fischer Verlag, Frankfurt am Main, 1993, ISBN 978-3-596-11914-1[5]
- Reckless Eyeballing (1986)
- The Terrible Threes (1989)
- Japanese by Spring (1993)